# Martina Brandt
Martina Brandt (* 19. Juli 1976 in Stuttgart) ist eine deutsche Sozialwissenschaftlerin. Seit 2014 ist Brandt Professorin am Lehrstuhl für Sozialstruktur und Soziologie alternder Gesellschaften an der Technischen Universität Dortmund. Brandt wurde im Juli 2022 in die Sachverständigenkommission zum 9. Altersbericht der Bundesregierung berufen und leitet diese.

## Wissenschaftlicher Werdegang
Martina Brandt studierte Soziologie an der Universität zu Köln. Sie promovierte 2008 in Soziologie an der Universität Zürich. Nach einer Anstellung als wissenschaftliche Mitarbeiterin an der Universität Zürich arbeitete sie für den Survey of Health, Aging and Retirement in Europe (SHARE). Seit 2014 ist Martina Brandt Professorin am Institut für Soziologie an der Technischen Universität Dortmund.

## Forschung
Martina Brandt widmet sich in ihrer Forschung u. a. intergenerationalen Beziehungen, sozialen Netzwerken, sozialer Ungleichheit, Familienbeziehungen sowie Gesundheit im Lebenslauf.